# Линия „Хинденбург“
Линия „Хинденбург“ (на немски: Hindenburglinie) е голяма защитна линия в Северозападна Франция, създадена през Първата световна война. Построена е от Германия в периода 1916 – 1917 г.
Дължината на линията е около 160 км от град Ланс до град Суасон.
Пряк наследник на линията „Хинденбург“ е защитната линия „Зигфрид“, създадена в годините на Третия райх, по заповед на Адолф Хитлер.